# Paul Signac
Paul Signac (Parigi, 11 novembre 1863 – Parigi, 15 agosto 1935) è stato un pittore francese.
Diede vita, assieme a Georges Seurat, al puntinismo e alla tecnica del divisionismo.

## Biografia

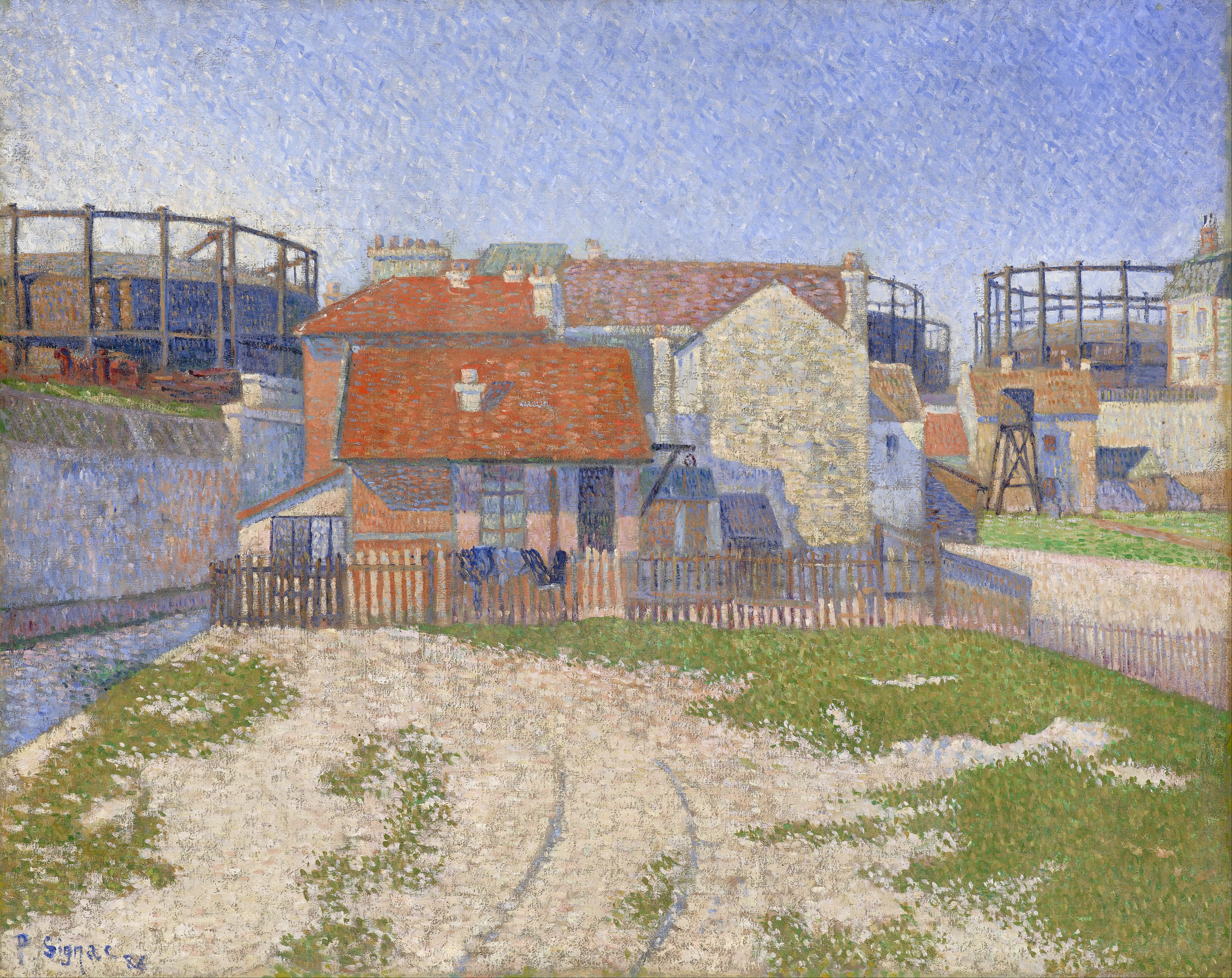
I Gazometri a Clichy (1886), Melbourne, National Gallery of Art

Signac era figlio di commercianti parigini, Jules Signac e Héloïse Anaïs Eugénie Deudon, e il suo bisnonno, ufficiale di marina durante la Rivoluzione, morì in prigionia sui pontoni inglesi. Figlio unico, fu molto viziato dalla madre e dal nonno. Pochi anni dopo la sua nascita, la famiglia si trasferisce nel quartiere di Montmartre dove si trovano numerosi atelier d'artisti. A sedici anni si lega agli ambienti letterari e frequenta il cabaret Le Chat noir.
Nel 1880, interrompe i suoi studi di architettura poco prima di ottenere la maturità e aderisce al gruppuscolo anticonformista Le aringhe affumicate epilettiche baudelairiane e anti-filisteo. A partire da quest'anno, in occasione di una mostra di Claude Monet, scopre la sua vocazione di pittore e da autodidatta vi si dedicherà definitivamente. Egli scriverà d'altronde a Monet con lo scopo di ottenere qualche consiglio.
In seguito entra nel libero atelier di un pittore di Montmartre, Émile Bin. Frequenta esposizioni, gallerie e studia le opere degli impressionisti, in particolare di Jean-Baptiste Guillaumin.
All'inizio, Signac dipinge soprattutto delle vedute di Asnières-sur-Seine, dove risiede la sua famiglia e dove ha in rimessaggio un'imbarcazione. Signac ha due passioni, la pittura e la navigazione alla quale fu iniziato dal pittore Gustave Caillebotte, grande amico degli impressionisti. Arriverà a possedere in totale quasi una trentina di imbarcazioni. Dipinge anche vedute di Montmartre e si dedica a studi di nudo. La sua pittura subisce l'influenza di Monet; dipinge con tocchi separati, molto colorati.
Nel 1884, Signac espone le sue opere al Salon des artistes indépendants che in questa occasione ospita le opere di circa 400 artisti rifiutati dal Salon officiel la cui giuria conservatrice non accetta opere di creazione innovativa. In occasione di questa mostra Signac incontra Georges Seurat con il quale stringe amicizia e sotto la cui influenza sperimenta la giustapposizione di piccoli punti di colore puro: la mescolanza non si fa sulla tavolozza ma nell'occhio di chi guarda. Questa tecnica pittorica nuova si ispira agli studi scientifici di Chevreul sulla percezione dei colori.

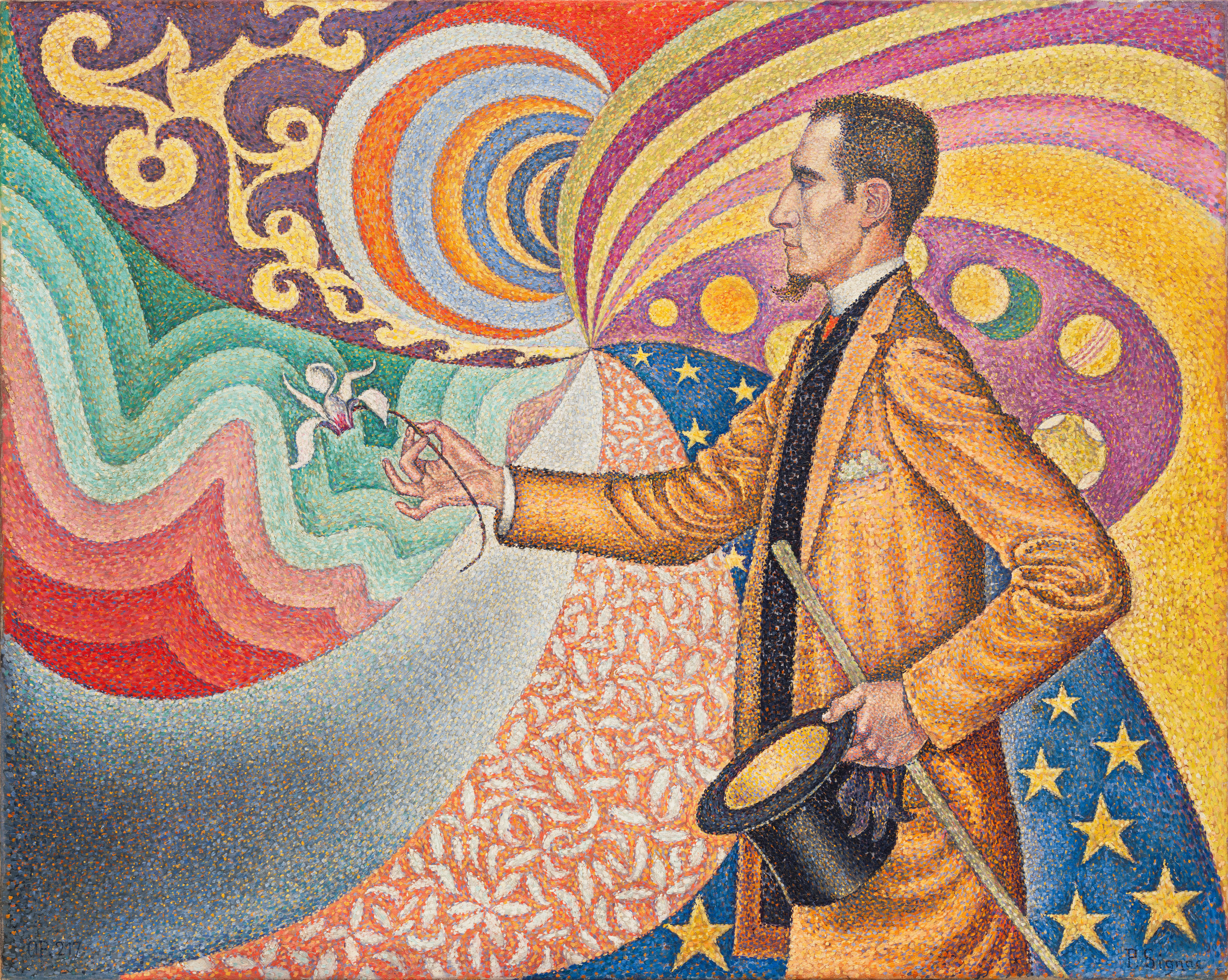
Ritratto di Félix Fénéon (1890), New York, Museum of Modern Art (MoMA)

Il 30 giugno 1884 fonda con Odilon Redon e Seurat la Societé des artistes indépendants. Nella primavera del 1886 vengono esposte a New York opere di Signac e Seurat. È di quest'anno la prima serie di tele "divisées" dipinte nei dintorni di Les Andelys.
Signac lavora con Seurat e Camille Pissarro, convertito al metodo divisionista, con i quali crea il gruppo dei cosiddetti "impressionisti scientifici".
Dipingendo sulle rive della Senna, verso Asnières, incontra Vincent van Gogh. Da agosto a ottobre 1887, Signac si trasferisce nel Sud della Francia.  Acquista una nuova imbarcazione e trascorre l'estate del 1888 sulla costa nord della Bretagna, poi l'anno seguente sulla costa mediterranea e rende visita a Van Gogh, internato ad Arles. Di questo periodo sono le marine dipinte a Cassis, sulla costa provenzale.
Il 29 marzo 1891 Seurat muore a trent'anni, probabilmente di meningite folgorante, la stessa che avrebbe portato alla morte, dopo due settimane, il figlio. La morte di Seurat scuote profondamente Signac che lascia dunque Parigi per le coste bretoni. Nei mesi seguenti dipinge le marine di Concarneau e la Femme se coiffant, uno dei suoi capolavori.

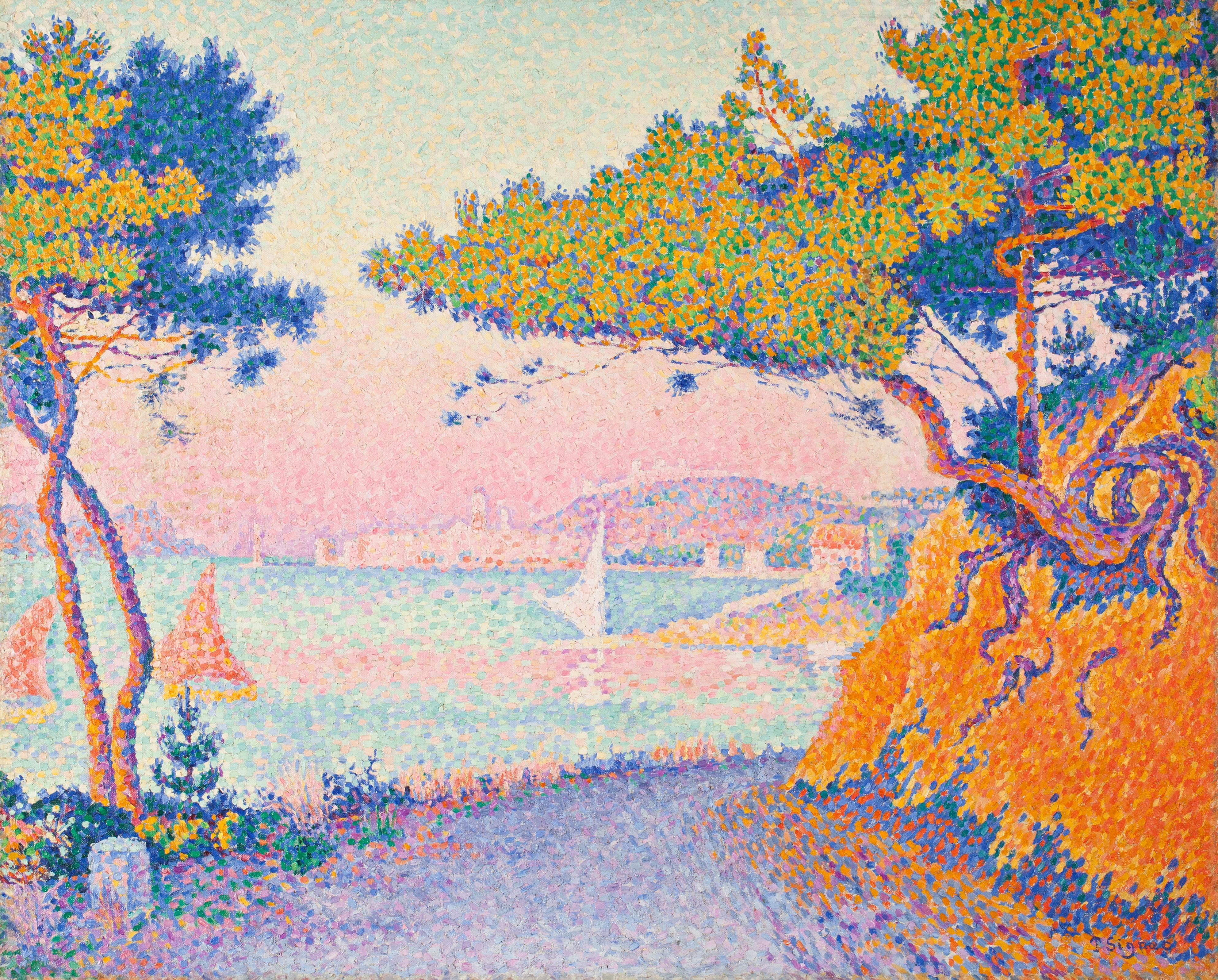
Golfe Juan (c. 1896), Worcester Art Museum

Nel 1892 lascia la Bretagna per Saint-Tropez, piccolo porto di pescatori che è il primo artista a scoprire: vi trascorre alcuni mesi con la moglie e la madre che ritrarrà. È un periodo importante questo perché segna una svolta nella sua opera. Scopre la tecnica dell'acquerello e a partire dal 1894 rinuncia alla pittura en plein air. Le sue opere sono sempre più colorate e le pennellate più larghe.
Signac si distingue per il parallelismo che fa tra la musica e la pittura arrivando a chiamare le sue opere «La rentrée des chalutiers (Il rientro dei pescherecci)…Larghetto ecc.» I suoi quadri numerati in Opus!
Nell'anno 1893, viene pubblicato per la prima volta ed esattamente dopo trent'anni dalla morte del suo autore Le Journal di Eugène Delacroix. La lettura di questo testo spinge Signac alla scrittura. Dal 1896, inizia a redigere uno studio intitolato D'Eugène Delacroix au néo-impressionnisme (Da Eugène Delacroix al neo-impressionismo) che esce nel 1899. Questo trattato ha molto successo e grande impatto sui giovani artisti che gli rendono visita nella sua abitazione di Saint-Tropez. Tra questi artisti c'è Henri Matisse che diventa, per un breve periodo, neo-impressionista.
Allo stesso 1896 risale la più importante tra le poche opere grafiche (20 litografie e 7 acqueforti) di Signac: Les Démolisseurs, che sarà poi tradotto in un quadro tra il 1897 e il 1899.

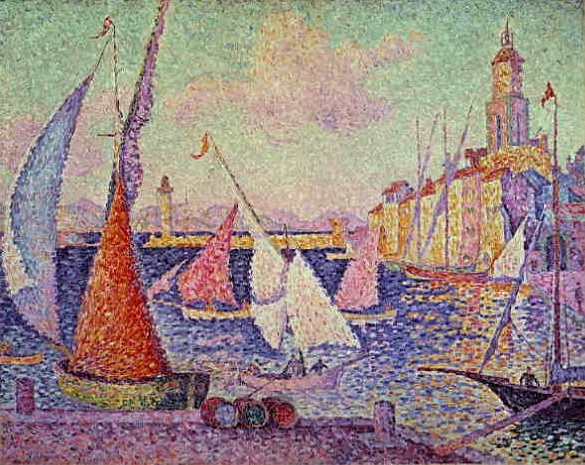
Le port de Saint-Tropez (1899), Saint-Tropez, Musée de l'Annonciade

Nel 1908, viene eletto presidente del Salon des artistes Indépendants e dedica molto tempo ed energia a questa funzione.
Nel 1913 Signac lascia Saint-Tropez per Antibes, dove rimane bloccato dalla guerra. È un periodo di crisi per il pittore perché vede crollare i suoi ideali pacifisti. Dipinge pochissimo fino al 1918. Nel 1915, è stato nominato Peintre de la Marine, ossia pittore ufficiale della Marina militare francese.
Al termine della guerra riprende i suoi viaggi, ritornando spesso in Bretagna.
Alla fine degli anni 1920, con l'aiuto del mecenate Gaston Lévy, intraprende il progetto di rappresentare in acquarelli tutti i porti della Francia, sul versante atlantico come quello mediterraneo. Lévy mette a disposizione dell'artista una macchina e un autista. Signac fa vari viaggi in tutto il paese dal 1929 al 1931 per portare a termine quest'avventura.
Negli anni trenta, in quanto anarchico e pacifista convinto, è tra le personalità pubbliche che si pronunciano apertamente contro il fascismo in Italia e Germania e le leghe d'estrema destra che pullulano in Francia.
Signac è a Parigi, dove muore il 15 agosto 1935 in seguito a una crisi di uremia.

## Opere principali
- Les Andelys (1886)
- Femme lisant (1887)
- Château de Comblat (1887)
- La bouée rouge (1895)
- L'orage, (1895)
- Les Démolisseurs, (1896)
- Capo di Noli, (1898)
- Le phare d'Antibes, (1909)

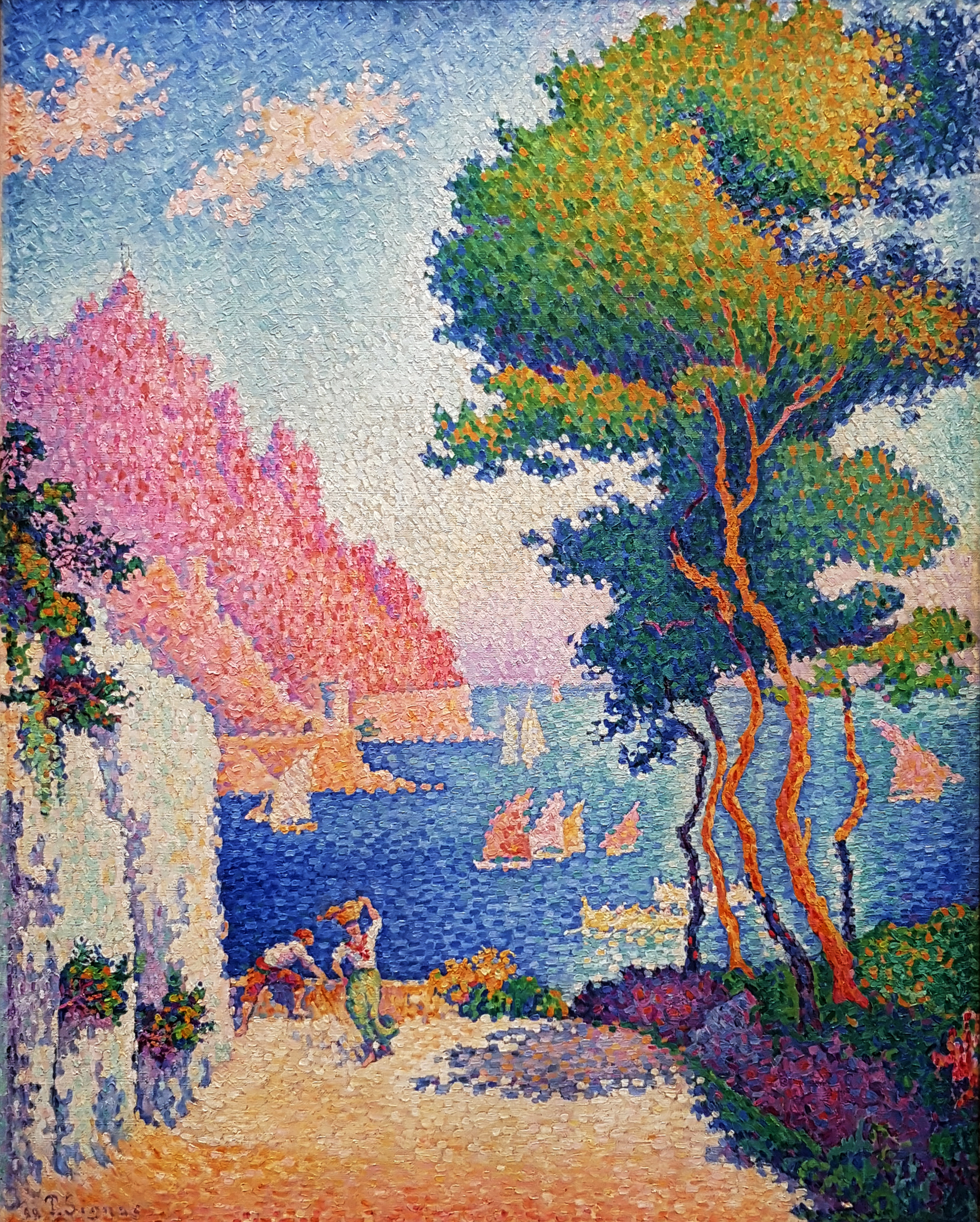
Capo di Noli, 1898

- Le château des Papes à Avignon, (1900)
- Port de La Rochelle (1921)